# Biblioteka Wilanowska
Biblioteka Wilanowska – biblioteka rodowa założona przez braci Ignacego i Stanisława Kostkę Potockich, obecnie w okrojonym stanie znajdująca się w Sali Wilanowskiej Pałacu Krasińskich w Warszawie.

## Historia biblioteki
Biblioteka Wilanowska powstała na bazie księgozbioru Ignacego Potockiego. Przez wiele lat była powiększana przez jednego z twórców Konstytucji 3 maja i jego brata. Do 1833 roku zbiory były rozproszone, przechowywano je w Warszawie, Radzyniu, Klementowicach, Olesinie i innych miejscach. Dopiero syn Stanisława Kostki – Aleksander zebrał je i sprowadził do Wilanowa umieszczając w Wielkiej Sali Uczt Jana III na drugim piętrze korpusu głównego w centralnej części pałacu. Wnętrza biblioteki zostały zaprojektowane przez Piotra Aignera a jego wykonawcą był Fryderyk Bauman.
Na zbiory składały się rzadkiej wartości rękopisy, iluminowane starodruki, ryciny, wydawnictwa kartograficzne, numizmaty oraz inne cenne obiekty, między innymi z zakresu literatury, historii, kartografii, architektury i sztuk plastycznych. W latach 1852–1855 zbiory zostały podwojone przez dołączenie do nich zbiorów Stanisława Septyma Potockiego i zakupienie innych kolekcji prywatnych. W 1892 roku pałac a wraz z nim i biblioteka przeszła w ręce rodziny Branickich, która w kolejnych latach systematycznie powiększała zbiory. 15 kwietnia 1932 roku Adam Branicki, aktem notarialnym spisanym w Warszawie ofiarował Państwu polskiemu Bibliotekę Wilanowską, która z kolei została wcielona do zbiorów Biblioteki Narodowej. Biblioteka liczyła wówczas ok. 50 tysięcy tomów i 2204 teki z ok. 15 tysiącami rycin.

## Najważniejsze dzieła w bibliotece Wilanowskiej
II wojnę światową Biblioteka Wilanowska przetrwała w bardzo okrojonym stanie ale nadal stanowi bogaty i cenny zbiór dzieł: ok. 40 tys. rękopisów, 20 tys. druków, 14 tys. rycin i litografii, 2100 rysunków, 360 albumów i 15 atlasów oraz rękopiśmienne inwentarze i katalogi
- Psałterz wilanowski z XIII wieku
- dokumenty Sejmu Czteroletniego
- XVII wieczne globusy
- część księgozbioru Jana III Sobieskiego

## Literatura przedmiotu
- Jadwiga Rudnicka Biblioteka Wilanowska. Dwieście lat jej dziejów (1741-1932),  Biblioteka Narodowa, Warszawa 1967